# Fânari (Olari), Prahova
Fânari (în trecut, Funari) este un sat în comuna Olari din județul Prahova, Muntenia, România.
În 1930 era sat al comunei Ciumați, plasa Drăgănești ce avea 546 de locuitori.